# 小萤火虫
小螢火蟲是在中欧常见的萤火虫，是萤科里的一种。

## 特征
体长8-10 mm，雄性翅膀发育正常。前胸背板(pronotum)透明。头部有一对大眼睛。
雌性呈白色，幼虫样，只有小小的翅膀，无飞行能力。见于每年的6月到7月。

## 分布
见于湿润的森林或灌木丛。在德国南部多见，越往北越少见。

## 行为
雌雄两性都可以发出绿光。雄性的发光器官位于腹部下部接近末尾部分。而雌性除此之外还在其他腹部体节的侧面带有发光器官。发光原理请见萤科—发光原理一节。
它们的发光不受天气影响，从黄昏到午夜稍后。雌性在地面发光以吸应飞过的雄性。雄性会立刻停止飞行与雌性交配。交配后产下的卵也会些微发光。幼虫主要捕食蜗牛，身体也会发光。成熟的小萤火虫不会进食，它们的主要任务就是生殖，与异性交配并产下后代。